# Acacia abbreviata
Acacia abbreviata é uma espécie de leguminosa do gênero Acacia, pertencente à família Fabaceae.